# Параван
Параванът е вид мебел, преграждаща част от помещението. Параванът може да е изграден от всякакви материали (пластмаса, дърво, метал). Има подвижни и неподвижни паравани, като подвижните може да се състоят от една или няколко части, които се сгъват една към друга. С цел улесняване на придвижването им може да се монтират различни колелца.
За олекотяване на конструкцията често се използва текстил, опънат върху здрава рамка.
Височината на паравана е различна в зависимост от предназначението му, например ако се ползва за преобличане може да е висок до рамото, осигурявайки приличие без да се губи видимост.

## Приложение
Освен с декоративна цел паравани се използват и като прегради в по-големи помещения, а също и в болнични заведения за преграждане на пациентите.
Паравани се използват и в баните, за да ограничат мокренето на помещението при къпане.
Кукловодите в куклените театри често са скрити зад параван.
Платнени паравани намират приложение на открито, като например по плажовете, където осигуряват както спокойствие, така и защита от вятъра.

### В морското дело
Буксируем подводен апарат за защита на кораба от котвени контактни мини. Разработени са в периода 1914 – 1918 г. Представлява метално торпедообразно устройство с назъбен преден край (режещо крило) и стабилизатор за дълбочината на хода, което се използва в минирани райони, за да прекъсне закрепването на подводните мини.
Поставя се по двата борда на кораба. При движение на кораба паравана се отдалечава настрани от борда и удържа на зададената дълбочина тралещата част на въжето. При среща на паравана с мина нейният минреп се отвежда по тралещата част от кораба и се прерязва от резака. Изплувалите мини се унищожават. 

С развитието на неконтактните мини, след Втората световна война, са снети от въоръжение.
Също така паравани се наричат устройствата за рапъване (сепарация) на морските сеизмични коси в морската геофизика. При движение на кораба сеизмичният параван се отдалечава настрани от борда и удържа на зададеното разстояние системата от коси (регистриращите плаващи кабели) в морското 3D-сейзмично разузнаване.
По аналогичен принцип работят параваните в промишления риболовен флот, за контрол на дълбочината и степента на разкритие на трала.
Тралчик проект 266-М „Параван“

### В авиацията
Също така паравани са наричани устройствата за отвеждане на въжетата на заградителните аеростати, с които са оборудвани самолети. Устройството представлява въжета, опънати от носа на самолета към краищата на крилата. Изпробвани са и са използвани в хода на Втората световна война на самолетите Heinkel He 111, Junkers Ju 88A-6, Ту-2 Параван, Пе-2 „Параван“

### В железопътната и автомобилната техника
Щит (като правило, прозрачен), поставян около страничните прозорци на локомотивите, вагоните или автобусите за защита на машиниста (шофьора) и пътниците от насрещните потоци въздух. Към днешно време паравани практически не се използват при автобусите и вагоните. И до днес се използват при локомотивите.

## История
Първите паравани са сглобени в Древен Китай, където са ползвани в дворците на императорите. Те са представлявали богато декорирани подвижни произведения на изкуството.
Впоследствие са въведени и в Япония като част от различни церемонии.

## Етимология и значение
Параван – на английски: paravane и на латински: parare – защита, предпазване и на английски: vane – перка, крило, рул.
Думата „параван“ се използва и в преносно значение в смисъл на прикритие.